# Caylus, Tarn-et-Garonne
Caylus är en kommun i departementet Tarn-et-Garonne i regionen Occitanien i södra Frankrike. Kommunen ligger i kantonen Caylus som tillhör arrondissementet Montauban. År 2022 hade Caylus 1 463 invånare.

## Befolkningsutveckling
Antalet invånare i kommunen Caylus
| Referens: INSEE |